# Louvenne
Louvenne är en kommun i departementet Jura i regionen Bourgogne-Franche-Comté i östra Frankrike. Kommunen ligger i kantonen Saint-Julien som tillhör arrondissementet Lons-le-Saunier. År 2018 hade Louvenne 131 invånare.

## Befolkningsutveckling
Antalet invånare i kommunen Louvenne
Referens:INSEE